# Mimostrangalia lateripicta
Mimostrangalia lateripicta là một loài bọ cánh cứng trong họ Cerambycidae.